# 加賀一郎
加賀 一郎（かが いちろう、1898年（明治31年） - 1946年（昭和21年）11月5日）は、日本の陸上競技選手（短距離走）、陸上競技指導者。
父は衆議院議員も務めた加賀卯之吉で、松竹常務を務めた加賀二郎は実弟、女優の加賀まりこは姪（弟の娘）にあたる。

## 来歴
加賀卯之吉の長男として生まれる。生母は大阪府人・山田ひさよで（庶子にあたる）、大阪府で生まれたとされる。
兵庫県立伊丹中学校の創立30周年記念誌（1932年）には「本校運動部の生める選手」とある。1923年の雑誌の読者質問欄への回答にも出身中学は「伊丹中」と記載されている。公式記録に残っていない旧制伊丹中学校野球部の選手を取り上げた神戸新聞の記事では、加賀は野球部での先輩だったと記された。一方、1934年に刊行された弓館小鰐の『スポーツ人国記』という書籍（ポプラ書房）には、「堺中学時代野球の選手であった」という異なる記述がある。
明治大学進学後に陸上競技の短距離走に転向したとされ、在学中の1920年アントワープオリンピックでは100メートル競走、200メートル競走に出場している。
1921年（大正10年）の日本陸上競技選手権大会の200メートル競走では、23秒6で優勝している。同年の第5回極東選手権競技大会（上海市）では100ヤード競走・220ヤード競走の2種目で3位となった。
1922年（大正11年）、明治大学商科を卒業した。大学卒業後の1923年には志願兵として歩兵第1連隊に入営していたと当時の文献に記されている。1925年の第7回極東選手権競技大会（マニラ）では2大会ぶりに代表選手となったが、100メートル競走で4位に終わり入賞はならなかった。当時の新聞によると、元来は代表ではない立場で大会視察のために選手団と行動をともにしていたところ、マニラ到着前の上海市での練習に加わって好成績を示したことからコーチ会議によって代表に加えられたとされる。
弓館小鰐の『スポーツ人国記』には西武鉄道（旧社）に所属して上井草競技場（1927年開場）の設計を担当したとある。また雑誌『サラリーマン』1929年3月号の記事には、上井草競技場の運営を担当していた西武から同年3月より「神田美津野運動具店」（「美津野」は「美津濃」の誤記か）に移ることになったとある。同じ1929年には読売新聞運動部の客員記者となった。
その後常磐生命保険会社に勤務した。1932年当時、常盤生命保険には陸上競技選手としてほかに長距離走の津田晴一郎、十種競技の斎辰雄が所属していた。日本陸上競技連盟の役員も務めていた。
1932年ロサンゼルスオリンピックに日本陸上競技連盟嘱託の役員として参加した。また、1936年ベルリンオリンピックに日本代表の役員として参加した。
1938年当時は東京市の嘱託を務めていた。1942年刊行の『東京市職員名鑑』には市民局体力課の「講師」として記載があり、東京市への入庁は1936年（昭和11年）6月7日とある。加賀がこの当時東京市市民局体力課に所属していたことは、同年出席した座談会の雑誌記事にも言及がある。
1940年の東亜競技大会では設備部長となったが、就任後に胃潰瘍で倒れて実務は別の人物が担当した。同年2月には母校の明治大学競走部監督に就任した。
また、戦前にはプロ野球チームのキャンプに指導のため複数回招かれており、1937年には東京巨人軍、1941年には阪急軍に、それぞれ呼ばれた。
1946年11月5日、自宅で療養中に死去、享年49（満48歳没）。没後、日本陸上競技連盟から1948年度の功労章を授けられている。

## 人物
当時の日本のスプリンターには珍しい長身（5尺8寸=176 cm）の持ち主で、現役引退後には「スプリント型には代表的な体質の持ち主」ながら「将来嘱目されつつ十二分にその力を発揮出来ずに競技選手としての生活を退かれたのである」と評された。
川本信正は、加賀が明治大学のコーチを務めていたときに箱根駅伝伴走車のサイドカーから転落して「股間の貴重品の半ばをつぶしてしまった」と、1940年の雑誌に記している。

## 親族
- 父・加賀卯之吉（衆議院議員）[7]
- 弟
  - 加賀二郎（松竹常務、歌舞伎座専務・歌舞伎座映画プロデューサー）[7]
  - 加賀四郎（大映プロデューサー）[7]
- 甥・加賀義二（テレビプロデューサー、元日本テレビ）[7]
- 姪・加賀まりこ（女優）[8]
- 長女・加賀美子（1936年8月11日死去、享年13[37]）